# Cymothoa liannae
Cymothoa liannae är en kräftdjursart som beskrevs av Sartor och Pires 1988. Cymothoa liannae ingår i släktet Cymothoa och familjen Cymothoidae. Inga underarter finns listade i Catalogue of Life.